# Selina
Selina – wieś w Chorwacji, w żupanii istryjskiej, w gminie Sveti Lovreč. W 2011 roku liczyła 201 mieszkańców.